# الکترونیک مقیاس مولکولی
الکترونیک مقیاس الکترونی، یا الکترونیک تک مولکولی، شاخه‌ای از نانوتکنولوژی است که از تک مولکول‌ها یا ساختاری با مقیاس نانو از مولکول‌ها به عنوان جز الکترونیکی استفاده می‌کند. به دلیل اینکه تک مولکول‌ها کوچکترین ساختارهای پایدار قابل تصور را تشکیل می‌دهند، این کوچک‌سازی هدف اصلی برای کوچک کردن اندازهٔ مدارهای الکترونی است.
این رشته معمولاً الکترونیک مولکولی خوانده می‌شود اما این نام برای اشاره به رشتهٔ نامربوط پلیمرهای رسانا و الکترونیک ارگانیک که از ویژگی‌های مواد مولکولی برای تأثیرگذاری روی ویژگی‌های حجمی بهره می‌برند نیز استفاده می‌شود.

## مفاهیم اساسی
وسایل الکترونیکی به صورت مرسوم از مواد حجیم درست می‌شوند. از زمان اختراع آن‌ها در سال ۱۹۵۸، کارایی و پیچیدگی مدارهای درونی رشد بسیار زیادی داشته‌اند، یک روند به نام قانون مور، اندازه اجزا نیز کوچک شده‌اند. با کوچکتر شدن ساختارها، حساسیت انحراف نیز بیشتر می‌شود. وقتی که کوچکترین اندازه ساختارها به ۱۳ نانومتر می‌رسد، حساسیت دستگاه‌ها باید با دقت چند اتم کنترل شود برای اینکه دستگاه قابلیت انجام کار را داشته باشد. با افزایش استفاده از روش‌های جاگیر که هزینه زیادی را دربردارند، ایده‌ای شکل گرفت که به جای استفاده از روش‌های معمول و استفاده از مواد حجیم، می‌توان اجزا را به صورت اتم به اتم در آزمایشگاه ساخت. این ایده پشت الکترونیک مولکولی است.
در الکترونیک تک مولکولی، مواد حجیم با تک مولکول‌ها جایگزین می‌شوند. به جای درست کردن اجزا به وسیلهٔ حذف یا اضافه کردن مواد زیر نظر یک الگوی خاص، اتم‌ها در یک آزمایشگاه شیمی کنار هم قرار می‌گیرند. در این روش، میلیاردها میلیارد کپی هم‌زمان ساخته می‌شوند (معمولاً بیش از ۲۰^۱۰ مولکول به صورت هم‌زمان ساخته می‌شوند) درحالی که جایگیری هر مولکول به صورت اتمی کنترل می‌شود. مولکول‌های استفاده شده ویژگی‌هایی دارند که به اجزای الکترونیکی مانند سیم، ترانزیستور یا یکسوکننده شباهت دارند.
الکترونیک تک مولکولی یک رشتهٔ نوظهور است و مدارهای الکترونیکی که فقط از اجزای مولکولی تشکیل شده‌اند هنوز از فهمیدن بسیار دور هستند. اما درخواست ناتمام برای قدرت بیشتر محاسباتی و محدودیت‌های ذاتی روش‌های لیتوگرافی حال حاضر، تحول را اجتناب ناپذیر می‌کند. در حال حاضر، تمرکز روی پیدا کردن مولکول‌ها با ویژگی‌های جالب و پیدا کردن راه‌هایی برای برقراری ارتباطی قابل اطمینان بین اجزای مولکولی و مواد حجیم است.

## پایه‌های نظری
الکترونیک مولکولی در حوزهٔ کوانتمی کمتر از ۱۰۰ نانومتر عمل می‌کند. کوچک‌سازی تا حالت تک اتمی مقیاس را تا حدی پایین میاورد که تأثیرات مکانیک کوانتم مهم تلقی می‌شوند. در اجزای الکترونیکی مرسوم، الکترون‌ها می‌توانند مشابه یک جریان ادامه دار بار الکتریکی برداشته یا اضافه شوند. اما در الکترونیک مولکولی انتقال یک الکترون بر روی سیستم تأثیر زیادی می‌گذارد. برای مثال وقتی یک الکترون از یک الکترود منبع به یک مولکول انتقال میابد، مولکول باردار می‌شود و این عمل باعث سخت‌تر شدن عمل انتقال الکترون بعدی می‌شود. مقدار زیاد انتقال انرژی در این عمل باید در محاسبات مربوط به ویژگی‌های الکتریکی اعمال گردد.
نظریهٔ وسایل تک الکترونی مخصوصاً جالب است به دلیل اینکه سیستمی که در حال بررسی است یک سیستم کوانتمی بازی است که فاقد تعادل است. در ولتاژ پایین رفتار غیر تعادلی اتصال مولکولی قابل صرف نظر کردن است و متغیرهای ولتاژی و جریانی را می‌توان به وسیله ساختار تعادلی الکترونیکی محاسبه کرد. اما در شرایط پرقدرت، روشی به مراتب پیچیده‌تر نیاز است.

## سیم‌ها

تنها هدف سیم‌های الکترونی وصل کردن الکتریکی بخش‌های مختلف یک مدار الکتریکی مولکولی است. هم‌گذاری برای این اتصالات در سطح میکروسکپی هنوز به سطح قابل قبولی نرسیده‌است و توجه تحقیقات بر روی الکترونیک تک مولکولی بیشتر در حوزه مولکول‌های عاملدار است؛ سیم‌های مولکولی با داشتن هیچ گروه عاملی مشخص شده‌اند در نتیجه از بلوک‌های مسطح درهم آمیخته‌ای تشکیل شده‌اند. در بین این‌ها نانو تیوب‌های کربن قرار دارند که در مقایسه با پیشنهادهای دیگر بسیار بزرگتر هستند اما دارای ویژگی‌های خوبی در زمینه الکتریکی هستند.
مشکل اصلی با سیم‌های مولکولی نگه داشتن تماسی خوب با الکترودها است تا الکترون‌ها بتوانند آزادانه به داخل و خارج سیم حرکت کنند.

## ترانزیستورها
ترانزیستورهای تک مولکولی اساساً با ترانزیستورهای معمولی متفاوت هستند. دروازه یک ترانزیستور مرسوم رسانایی بین منبع و الکترود را با کنترل کردن چگالی بار بین آن‌ها ارزیابی می‌کند درحالی که دروازه در ترانزیستورهای تک مولکولی احتمال پرش به یا از مولکول یک الکترون توسط اصلاح کردن انرژی اربیتال‌ها کنترل می‌کند. یکی از تأثیرات این تفاوت این است که ترانزیستور تک مولکولی به صورت دوتایی است: یا روشن است یا خاموش. این دقیقاً در مخالفت با ترانزیستورهای معمولی است.

## دیودها (یکسوکننده‌ها)
یکسوکننده‌های مولکولی تقلیدی از یکسوکننده‌های معمولی می‌باشند و دارای ساختاری غیر تقارنی هستند به گونه‌ای که فقط از یه طرف توانایی دریافت الکترون را دارند. مولکول‌ها دارای یک اهداکننده الکترون در یک سو و در سوی دیگر یک دریافت‌کننده الکترون هستند. در نتیجه یک جریان الکترونی از سوی دریافت‌کننده مولکول به راحتی می‌تواند عبور کند اما برعکس این امر به سختی انجام می‌پذیرد.

## روش‌ها
یکی از بزرگترین مشکلات با اندازه‌گیری توسط تک مولکول‌ها، برقرارکردن تماس الکتریکی قابل تکرار یا فقط یک مولکول و انجام این کار بدون هیچگونه ایجاد اتصال کوتاه بین الکترودها است. به دلیل اینکه تکنولوژی زمان در مورد فوتولیتوگرافی حال به حدی نرسیده‌است که بتواند فاصله مولکول‌ها را برای اتصال الکترونی به اندازه کافی کوچک کند، روش‌های جایگزینی به کار گرفته می‌شوند.

### فاصله‌های بین مولکولی
یک روش برای ایجاد الکترودهایی با فا فواصل مولکولی در بین آنها، شکستن اتصالات است که در این روش یک الکترود نازک تا حدی که شکسته شود کشیده می‌شود. روش دیگر مهاجرت الکتریکی است. در این روش جریان از یک سیم نازک عبور داده می‌شود تا زمانی که سیم ذوب شده و اتم‌ها مهاجرت می‌کنند تا فواصل مورد نیاز را ایجاد کنند.
احتمالاً ساده‌ترین راه برای اعمال اندازه‌گیری‌ها بر روی چند مولکول، استفاده از نوک یک میکروسکوپ STM برای اتصال قسمت چسبی مولکول‌ها به یک لایه فلز است.

## مشکلات
در تلاش برای اندازه‌گیری صفات الکترونیکی مولکول‌ها، پدیده‌های مصنوعی می‌تواند رخ دهد که می‌تواند تمییز رفتار مولکولی و غیر مولکولی را دشوار کند. قبل از اینکه رفتار صحیح مولکول‌ها در پدیده‌های الکترونیکی کشف شد، این آثار مصنوعی به جای واقعیات منتشر شد.
اعمال افت ولتاژ در یک اتصال نانومتری، باعث به وجود آمدن یک میدان قوی‌الکتریکی می‌شود. در نتیجه این عمل باعث مهاجرت اتم‌های فلزی و بسته شدن فاصله مولکولی می‌شود که این فاصله با گذر جریان دوباره شکسته خواهد شد.
یکی دیگر از مصنوعات به مجود آمده وقتی است که الکترودها تحت واکنش‌های شیمیایی به دلیل وجود میدان قوی‌الکتریکی در فواصل قرار می‌گیرند. این واکنش‌ها می‌توانند اندازه‌گیری ولتاژ را دچار اختلال کنند.
یکی از بزرگترین مشکلات الکترونیک مقیاس مولکولی تجاری کردن آن است. به گونه‌ای که روش با صرفه‌ای برای اتصال مدارهای مقیاس مولکولی به بقیه مدارهای رایج به‌طوری‌که بازده خوبی و قابل تکراری داشته باشند پیدا نشده‌است. در حال حاضر، سختی وصل کردن انواع مدارهای مختلف (چه از نوع معمولی و نوع مولکولی) بر کوچک‌سازی این مدارها غلبه کرده‌است. این سختی موقعی که مولکول‌ها دارای اشکال خاص هندسی یا دارای چند قطب هستند دوچندان می‌شود.
پیشرفت‌های اخیر در زمینهٔ الکترونیک مقیاس مولکولی
سیستم‌های محاسباتی آینده متشکل از دستگاه‌های منطقی خواهند بود که بسیار چگال، بسیار سریع و در اندازه مولکولی هستند. این گام آهسته در راستای معماری سیستم‌های محاسباتی مربوط زمان سوییچ کردن نیست بلکه ارتباط تنگاتنگی با سرعت انتقال الکترون‌ها دارد. با استفاده از الکترونیک مقیاس مولکولی این زمان را می‌توان به‌طور قابل ملاحظه‌ای کم کرد که نتیجهٔ آن سیستمی با سرعتی بسیار بیشتر در مقایسه با سیستم‌های موجود با معماری معمولی هستند.
دستاورد فنی دیگری در مورد سیستم‌های تک مولکولی وجود دارد. یک دستگاه قدرتمند محاسباتی معمولاً دارای ۱۰^۱۰ جز پایه سیلیکونی است. اما اگر سیستم مذکور پایه‌ای بر اساس نولکولی داشته باشد، می‌توان در همان اندازه مقدار تقریبی ۲۳^۱۰ سیستم را در خود جای دهد. پس استفاده از الکترونیک مقیاس مولکولی می‌تواند ابعاد سیستم را به شدت کاهش دهد.